# Charlie Murphy (irländsk skådespelare)
Charlie Murphy, född  30 november 1987 i Wexford, County Wexford, är en irländsk skådespelare.
Murphy har bland annat medverkat i TV-serierna Love/Hate (2010–2014), Happy Valley (2014–2023) och Obsession från 2023. Hon har även medverkat i filmen The Winter Lake från 2020.

## Filmografi (i urval)
- 2010–2014: Love/Hate
- 2014–2023: Happy Valley
- 2020: The Winter Lake
- 2023: Obsession
- 2024 – Joy